# Cibu
Cibu (węg. Csöb) – wieś w Rumunii, w okręgu Marusza, w gminie Fântânele. W 2011 roku liczyła 138 mieszkańców.